# Stephanopis colatinae
Stephanopis colatinae es una especie de araña del género Stephanopis, familia Thomisidae.

## Distribución
Se distribuye por Brasil.

## Taxonomía
Fue descrita por Soares & Soares en 1946.
Tratamiento taxonómico
La especie aparece registrada y publicada en Soares & Soares 1946a: 60, f. 8-9.